# Babar (wyspa)
Babar (indonez. Pulau Babar) – wyspa na Morzu Banda, największa wyspa archipelagu Wysp Babar. Zajmuje powierzchnię 572 km2. Jest w przybliżeniu okrągła, ma około 20 mil (32 km) średnicy i nierówną pagórkowatą powierzchnię, z najwyższym wzniesieniem w centrum wyspy o wysokości 2733 stopy (833 m). Opady deszczu na wyspie są obfite, ale nierównomiernie rozłożone, z wyraźnie zaznaczającą się porą suchą. Zbocza wzgórz porośnięte są drzewami tekowymi oraz lianami. Licznie strumienie spływają w kierunku morza przez żyzne nadbrzeżne równiny. Największe miejscowości na wyspie to Tepa oraz Tutuwawang.